# Епархия Бо
Епархия Бо (лат. Dioecesis Boënsis) — епархия Римско-Католической церкви c центром в городе Бо, Сьерра-Леоне. Юрисдикция епархии Бо распространяется на Южную провинцию Сьерра-Леоне. Епархия Бо входит в митрополию Фритауна. Кафедральным собором епархии Бо является церковь Непорочного Сердца Пресвятой Девы Марии.

## История
15 января 2011 года Римский папа Бенедикт XVI издал буллу Petrini ministerii, которой разделил архиепархию Фритауна и Бо на архиепархию Фритауна и епархию Бо.

## Ординарии епархии
- епископ Charles Allieu Matthew Campbell (15.01.2011 — по настоящее время).